# 큰콩고땃쥐
큰콩고땃쥐(Congosorex polli)는 땃쥐과에 속하는 포유류의 일종이다. 콩고민주공화국의 토착종이다.

## 서식지
자연서식지는 콩고의 아열대 또는 열대 기후 지역의 습윤 저지대 숲이다. 산림 파괴 등으로 서식지가 감소하고 있다.